# JF Hillebrand
JF Hillebrand är ett företag för dryckeslogistik, med huvudkontor i Mainz i Tyskland och dotterbolag i ett 20-tal länder. Totalt har företaget ungefär 1500 anställda fördelade på 47 verksamhetsställen.

## Historik
JF Hillebrand grundades 1844 av den då 25-årige Johann Friedrich Hillebrand (1819–1890) som en fraktkommissionsfirma. Företaget var då verksamt inom lastnings-, lossnings- och tullklareringstjänster för den pråmtrafik på Rhen som förband Mainz med Amsterdam och Rotterdam. I mitten av 1800-talet upplevde vinhandeln i Mainz ett uppsving, inte minst eftersom staden var centralt belägen för de tyska vindistrikten, och verksamheten utökades med land- och järnvägstransporter för att nå östra Europa. Järnvägsutbyggnader under 1850-talet bidrog till detta.
1924 fick JF Hillebrand formen av ett aktiebolag. Från 1970-talet skedden en internationell expansion. 1974 grundades JF Hillebrand France i Beaune, och fick snart en stor marknadsandel avseende logistiken kring den franska vinexporten.
2010 köpte JF Hillebrand det svenska företaget Lagena, som då var ett helägt dotterbolag till Systembolaget.